# 乙橘
乙 橘（おと たちばな）は、日本の漫画家。代表作の『少年メイド』は2016年4月からアニメが放映されている。

## 作品リスト

### 漫画作品
- 『ゴーストハント・スクランブル!』エンターブレイン〈ビーズログコミックス〉、2007年10月発行、ISBN 978-4-7577-3777-8（『B's-LOG COMIC』）
- 『少年メイド』KADOKAWA〈B's-LOG COMICS〉全10巻（『B's-LOG COMIC』2008年4号 - 2017年Vol.50[2]）
  - 『少年メイド外伝 有頂天BOYS』KADOKAWA〈B's-LOG COMICS〉全1巻（『B's-LOG COMIC』2017年Vol.56 - 2018年Vol.70）[3]
- 箱入りムスメ（『ARIA』2015年2月号 - 同年3月号[4][5]）
- 『KING OF PRISM by PrettyRhythm』のアンソロジー寄稿作品（『KING OF PRISM by PrettyRhythm B's-LOG COMICS アンソロジー』2016年[6]）
- 『しらゆき荘の小人さん』KADOKAWA〈B's-LOG COMICS〉既刊1巻（『ビーズログCHEEK』2021年2月10日 - 連載中[7]）
  1. 2024年11月1日発売[8][9]、ISBN 978-4-04-738157-5

### その他
- 平安盗賊恋♥絵巻シリーズ（B's-LOG文庫、著：剛しいら、2007年）挿絵